# Dorothea von Ertmann

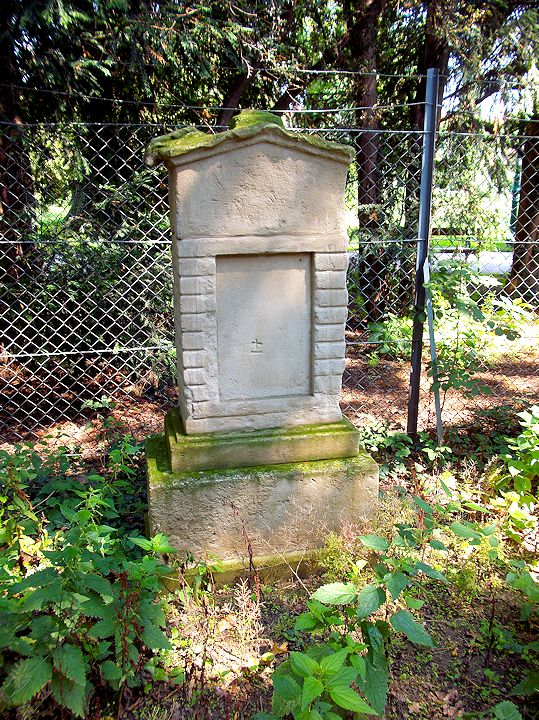
La tumba de Dorothea von Ertmann en la arboleda de tumbas en el Parque Währinger

Dorothea von Ertmann, n. Grauman (* 3 de mayo de 1781 en Fráncfort del Meno; † 16 de marzo de 1849 en Viena) fue una pianista alemana y una de las primeras en destacar interpretando la obra de Beethoven.

## Vida
Dorothea von Ertmann era hija de un platero de Frankfurt, pero creció principalmente en la cercana Offenbach. Aunque su padre era ciudadano de Frankfurt, no se le permitió operar su taller dentro de las murallas de la ciudad debido a las regulaciones restrictivas de los gremios locales, por lo que se trasladó a Offenbach. En 1798 Dorothea se casó con el oficial austríaco Stephan von Ertmann, con quien fue a Viena alrededor de 1803 y supuestamente se convirtió en alumna de Beethoven. La evidencia más temprana de la relación es una tarjeta de felicitación que el compositor le dio alrededor del 1 de enero de 1804 en la que escribió: "A la baronesa Ertmann en el Año Nuevo de 1804 de su amigo y admirador Beethoven".
Dorothea von Ertmann nunca aparecía en público, pero a menudo se la escuchaba en los salones de la nobleza vienesa y de la clase media culta. Allí se ganó la reputación de ser una destacada intérprete de Beethoven. El alumno de Beethoven, Carl Czerny, escribe en sus "Anécdotas y notas sobre Beethoven": "Entre las damas de esa época de 1800 a 1820 estaba la Baronesa Ertmann la más excelente intérprete de las obras de Beethoven. El Coronel Ertmann fue uno de sus amigos más íntimos, y probablemente fue ella quien interpretó con gran fuerza física sus obras enteramente tal como quería el maestro".
Numerosos músicos importantes elogiaron sus interpretaciones matizadas y muy virtuosas, que también se caracterizaban por un toque inusualmente poderoso. Cabe mencionar a Johann Friedrich Reichardt, Muzio Clementi, Anton Schindler, Felix Mendelssohn Bartholdy e Ignaz Moscheles.
Dorothea von Ertmann se hizo conocida en particular como la dedicataria de la Sonata n.º 28 en La mayor op.101 de Beethoven. El compositor le envió el 23 de febrero de 1817 una copia de la edición original y comentó: "Ahora recibe lo que estaba destinado a ti y lo que puede darte prueba de mi apego a tu talento artístico así como a tu persona".
Vivió en sus últimos años en Strauchgasse No. 243 (hoy Strauchgasse 1), donde murió el 16 de marzo de 1849 "de una enfermedad en el cerebro". La tumba de Ertmann está en la arboleda de tumbas en el Parque Währinger en Viena desde 1923.
Su sobrina fue la famosa cantante Mathilde Marchesi.